# Pittasoma
Pittasoma là một chi chim trong họ Conopophagidae.